# Miloš Perunović
Miloš Perunović (serbisch-kyrillisch Милош Перуновић; * 14. Januar 1984 in Belgrad) ist ein serbischer Schachspieler.
Im Jahr 1996 wurde Perunović Zweiter bei der U12-Jugendweltmeister in Cala Galdana hinter Kamil Mitoń. Die serbisch-montenegrinische Einzelmeisterschaft konnte er 2005 und die serbische 2007 in Vršac gewinnen. Er spielte für Serbien bei vier Schacholympiaden: 2004 (für Serbien und Montenegro), 2008, 2012 und 2014. Außerdem nahm er siebenmal an den europäischen Mannschaftsmeisterschaften (2003 bis 2005 und 2009 bis 2017) teil. Beim Schach-Weltpokal 2015 scheiterte er in der ersten Runde an Wang Hao.
In Deutschland spielte er für den SV Lingen.
Im Jahre 2000 wurde ihm der Titel Internationaler Meister (IM) verliehen, 2004 der Titel Großmeister (GM).
| Hier fehlt eine Grafik, die leider im Moment aus technischen Gründen nicht angezeigt werden kann. Wir arbeiten daran! |